# Kostákis Artymatás
Kostákis Artymatás (en grec moderne : Κωστάκης Αρτυματάς), né le 15 avril 1993 à Paralímni, est un footballeur international chypriote. Il évolue au poste de milieu défensif à l'Anorthosis Famagouste.

## Carrière

### En club
Kostákis Artymatás rejoint l'APOEL Nicosie durant l'été 2013.

### En équipe nationale
Il reçoit sa première sélection en équipe de Chypre le 12 octobre 2012, contre la Slovénie, lors d'un match rentrant dans le cadre des éliminatoires du mondial 2014 (défaite 2-1 à Maribor).

## Statistiques
| Saison                | Club                  | Championnat           | Championnat | Championnat | Coupe(s) nationale(s) | Coupe(s) nationale(s) | Supercoupe | Supercoupe | Compétition(s) continentale(s) | Compétition(s) continentale(s) | Compétition(s) continentale(s) | Chypre | Chypre | Total | Total |
| Saison                | Club                  | Division              | M.          | B.          | M.                    | B.                    | M.         | B.         | Comp.                          | M.                             | B.                             | M.     | B.     | M.    | B.    |
| 2012-2013             | EN Paralímni          | Marfin Laiki League   | 18          | 3           | 0                     | 0                     | -          | -          | -                              | -                              | -                              | 2      | 0      | 20    | 3     |
| Sous-total            | Sous-total            | Sous-total            | 18          | 3           | 0                     | 0                     | -          | -          | -                              | -                              | -                              | 2      | 0      | 20    | 3     |
| 2013-2014             | APOEL Nicosie         | Marfin Laiki League   | 9           | 0           | 4                     | 0                     | 0          | 0          | C3                             | 1                              | 0                              | 2      | 0      | 16    | 0     |
| 2014-2015             | APOEL Nicosie         | Marfin Laiki League   | 12          | 0           | 3                     | 0                     | 0          | 0          | C1                             | 1                              | 0                              | 1      | 0      | 17    | 0     |
| 2015-2016             | APOEL Nicosie         | Marfin Laiki League   | 26          | 1           | 2                     | 0                     | 0          | 0          | C1+C3                          | 1+6                            | 0+0                            | 3      | 0      | 38    | 1     |
| 2016-2017             | APOEL Nicosie         | Marfin Laiki League   | 0           | 0           | -                     | -                     | 0          | 0          | C1                             | 1                              | 0                              | -      | -      | 1     | 0     |
| Sous-total            | Sous-total            | Sous-total            | 47          | 1           | 9                     | 0                     | 0          | 0          | -                              | 10                             | 0                              | 6      | 0      | 72    | 1     |
| Total sur la carrière | Total sur la carrière | Total sur la carrière | 65          | 4           | 9                     | 0                     | 0          | 0          | -                              | 10                             | 0                              | 8      | 0      | 92    | 4     |

## Palmarès
Il remporte avec l'APOEL Nicosie le championnat de Chypre en 2014, 2015, 2016, 2017 et 2019. Son équipe remporte également la supercoupe de Chypre en 2013 et la coupe de Chypre en 2014 et 2015, sans qu'Artymatas ne participe à la finale.